# Manuel Fernández Hortelano
Manuel Fernández Hortelano; (* Sevilla, España, 1759 - † Santiago, 1824). Casado desde 1785 con Dolores Díaz Darrigrande, defensor de la causa Realista.

## Actividades públicas
- Miembro de la Asamblea que firmó el Acta del Cabildo Abierto (1810).
- Miembro de la Asamblea que firmó el Acta de Autoridad Provisoria (1811).
- Diputado al Primer Congreso Nacional, representando a Osorno (1811).
- Miembro de la Tribunal Superior de Gobierno (1811-1812).
- Miembro de la Asamblea que firmó el Reglamento Constitucional Provisorio (1812).

Despojado de su cargo en septiembre de 1811 por el golpe militar efectuado por los hermanos Carrera, escaño que no fue reemplazado por una reducción de diputados. Con posterioridad a este hecho integró la Comisión de Hacienda del Congreso sin ser parlamentario, durante la Convención Preparatoria de 1822.